# Le Manoir (Calvados)
Le Manoir és un municipi francès situat al departament de Calvados i a la regió de Normandia. L'any 2007 tenia 207 habitants.

## Demografia

### Població
El 2007 la població de fet de Le Manoir era de 207 persones. Hi havia 71 famílies de les quals 8 eren unipersonals (4 homes vivint sols i 4 dones vivint soles), 25 parelles sense fills i 38 parelles amb fills.
La població ha evolucionat segons el següent gràfic:
Habitants censats

### Habitatges
El 2007 hi havia 78 habitatges, 68 eren l'habitatge principal de la família, 9 eren segones residències i 1 estava desocupat. Tots els 78 habitatges eren cases. Dels 68 habitatges principals, 64 estaven ocupats pels seus propietaris i 4 estaven llogats i ocupats pels llogaters; 1 tenia dues cambres, 6 en tenien tres, 13 en tenien quatre i 48 en tenien cinc o més. 54 habitatges disposaven pel capbaix d'una plaça de pàrquing. A 23 habitatges hi havia un automòbil i a 44 n'hi havia dos o més.

### Piràmide de població
La piràmide de població per edats i sexe el 2009 era:
| Homes | Edats   | Dones |
| ----- | ------- | ----- |
| 0     | 95 o +  | 0     |
| 4     | 90 a 94 | 0     |
| 4     | 85 a 89 | 4     |
| 0     | 80 a 84 | 0     |
| 0     | 75 a 79 | 4     |
| 0     | 70 a 74 | 0     |
| 0     | 65 a 69 | 4     |
| 4     | 60 a 64 | 8     |
| 4     | 55 a 59 | 4     |
| 8     | 50 a 54 | 0     |
| 8     | 45 a 49 | 0     |
| 4     | 40 a 44 | 4     |
| 0     | 35 a 39 | 4     |
| 0     | 30 a 34 | 0     |
| 0     | 25 a 29 | 0     |
| 4     | 20 a 24 | 4     |
| 0     | 15 a 19 | 0     |
| 0     | 10 a 14 | 0     |
| 4     | 5 a 9   | 4     |
| 0     | 0 a 4   | 0     |

## Economia
El 2007 la població en edat de treballar era de 125 persones, 101 eren actives i 24 eren inactives. De les 101 persones actives 92 estaven ocupades (54 homes i 38 dones) i 8 estaven aturades (3 homes i 5 dones). De les 24 persones inactives 10 estaven jubilades, 5 estaven estudiant i 9 estaven classificades com a «altres inactius».

### Ingressos
El 2009 a Le Manoir hi havia 65 unitats fiscals que integraven 213 persones, la mediana anual d'ingressos fiscals per persona era de 18.827 €.

### Activitats econòmiques
Dels 8 establiments que hi havia el 2007, 4 eren d'empreses de construcció, 1 d'una empresa financera, 1 d'una empresa de serveis i 2 d'empreses classificades com a «altres activitats de serveis».
Dels 4 establiments de servei als particulars que hi havia el 2009, 2 eren guixaires pintors, 1 fusteria i 1 perruqueria.
L'any 2000 a Le Manoir hi havia 5 explotacions agrícoles.

## Poblacions més properes
El següent diagrama mostra les poblacions més properes.